# Paul Sundu

Bischofswappen

Paul Sundu (* 27. Juli 1973 in Womatne, Chimbu Province, Papua-Neuguinea) ist ein papua-neuguineischer Geistlicher und römisch-katholischer Bischof von Kundiawa.

## Leben
Paul Sundu studierte nach dem Besuch des Knabenseminars von 1997 bis 1999 Philosophie und Theologie am Priesterseminar Good Sheperd in Mount Hagen sowie von 2002 bis 2004 am Catholic Theological Institute in Port Moresby. Er empfing am 17. Januar 2006 das Sakrament der Priesterweihe für das Bistum Kundiawa.
Nach verschiedenen Aufgaben in der Pfarrseelsorge und als Direktor für die Berufungspastoral war er von 2010 bis 2011 Subregens und Regens am Good Sheperd-Seminar. Von 2011 bis 2014 studierte er in Rom an der Päpstlichen Universität Heiliger Thomas von Aquin und erwarb hier das Lizenziat in Theologie. Von 2015 bis 2018 war er erneut Regens des Good Sheperd-Seminars, an dem er anschließend weiter als Dozent lehrte. Seit 2018 war er zudem Pfarrer in Koge.
Am 3. April 2021 ernannte ihn Papst Franziskus zum Bischof von Kundiawa. Der Erzbischof von Mount Hagen, Douglas Young SVD, spendete ihm am 3. Juli desselben Jahres vor der Kathedrale von Kundiawa die Bischofsweihe. Mitkonsekratoren waren der Erzbischof von Madang, Anton Bal, und der Bischof von Mendi, Donald Lippert OFMCap.